# Zla Kolata
La Zla Kolata (en serbe : Зла Колата, Zla Kolata ; en albanais Kollata e keqe) est un sommet des Alpes dinariques, situé dans le Prokletije à la frontière du Monténégro et de l'Albanie. Il s'agit du point culminant du Monténégro, avec ses 2 534 mètres d'altitude, et du 16e plus haut sommet de l'Albanie[réf. souhaitée]. La Zla Kolata possède un pic massif et reconnaissable, en faisant une destination touristique majeure dans chacun de ces deux pays.

## Toponymie
Le nom de la montagne signifie « mauvaise Kolata ». Un sommet situé juste à une centaine de mètres au nord-est est la Dobra Kolata (littéralement « bonne Kolata »), ou Kolata e Mirë en albanais. Avec une altitude de 2 528 m, il s'agit du deuxième plus haut sommet au Monténégro. La signification de Kolata n'est pas claire. Le nom Kolac a la signification de « tas ».

## Géographie
Le sommet est situé dans le parc national de Prokletije, créé en 2009.
La Zla Kolata est un sommet secondaire du chaînon de Kollata, dont le point culminant est le Maja e Kollatës, Rodi e Kollatës (2 552 m d'altitude, en monténégrin Ravna Kolata), à environ un kilomètre au sud-ouest, en territoire albanais. Ce dernier sommet offre une vue directe sur le parc national de la vallée de Valbona.
Le mont Bobotov Kuk (2 522 m), situé dans le Durmitor, est très souvent indiqué comme la plus haute montagne du Monténégro. Cela est dû d'un côté au fait que cette montagne est située entièrement dans le territoire du pays. D'autres explications sont liées au rôle important joué par le Durmitor dans la culture monténégrine.
L'altitude exacte de la montagne varie selon les sources. En général, 2 534 m sont cités, comme cela est aussi le cas sur une inscription sur un rocher situé en son sommet. Des cartes albanaises[Lesquelles ?] donnent de leur côté une altitude de 2 519 m. La littérature yougoslave[Laquelle ?] mentionne quant à elle 2 530 m pour le Maja Kolac — sans que ce nom puisse clairement être associé clairement à la Zla Kolata ou à la Dobra Kolata. Une récente carte du Prokletije monténégrin, ainsi que les balisages en place, mentionnent 2 535 m.

## Ascension
Depuis la ville de Gusinje, une route asphaltée rejoint le village de Vusanje (1 025 m). Depuis son église, un panneau indique alors une marche de 6 h 30 jusqu'à son sommet. Peu après la sortie du village en direction de l'est, la route devient non carrossable sans véhicule 4×4. Après environ 1,5 kilomètre, la route devient un sentier qui passe d'abord devant une bergerie, puis atteint un pré au lieu-dit Bora après 3 h de marche théoriques.
Le pré se contourne par l'ouest. Le sentier, toujours bien balisé, continue désormais en terrain non ombragé et majoritairement herbeux en direction du sud. Le sentier passe devant une petite grotte renfermant de la glace même en plein été, puis continue en direction du col Qafa Posliopit (2 039 m) qui marque la frontière avec l'Albanie. Les cartes indiquent un sentier en provenance du sud et de l'Albanie, au départ de Valbona et rejoignant ce même col.
Peu avant ce col, il est nécessaire de prendre une bifurcation en direction de l'est. Le sentier devient temporairement moins visible, et rejoint un névé à environ 2 200 m d'altitude. Le névé se contourne par l'est, un chemin ayant été taillé pour passer un ressaut rocheux. Depuis le col Prevoj Kolata à 2 416 m d'altitude, il est possible de rejoindre la Zla Kolata à l'ouest, la Dobra Kolata au nord-est, ou un peu plus loin, au travers un terrain relativement plat longeant de hautes falaises, le Maja e Kollatës.